# 谢邈
謝邈（？—399年），字茂度，陳郡陽夏人。東晉太保謝安弟謝鐵之子。官至吳興太守，死於孫恩之亂

## 生平
謝邈性格剛骾，不作屈撓，亦頗有見識。謝邈經多次升遷後位至侍中。當時晉孝武帝宴樂以後常將一些文詔賜給侍臣，謝邈將其中含有不雅文辭或意思的文詔焚毁，但一些獲賜的侍臣卻將這些文詔有不雅內容的事宣揚出去。這件事傳出去後，謝邈因而得議論者稱許。
謝邈後轉吳興太守，先前，謝邈妻郗氏妒意甚重，知謝邈納妾後就修書要向謝邈告絕。不過，謝邈卻認為這封書信行文不是婦人會寫出來的，就懷疑是他的門生仇玄達代作，於是斥責他。仇玄達對此相當憤怒；而其時謝邈舅舅之子馮嗣之亦不滿不獲謝邈禮待，二人遂與孫恩勾結，協助了他們進攻吳興郡的計劃。隆安三年（399年），孫恩之亂爆發，孫恩部眾胡桀及郜驃攻破吳興郡治東遷縣，時謝邈侄謝方明勸其出走避難，但謝邈不肯，最終在城陷後被捕，孫恩部眾逼他面朝北方，謝邈厲聲說：「我又不是得罪天子，為甚麼要面朝北方！」然後就被殺。

## 延伸阅读
[在维基数据编辑]
 《晉書·卷079》，出自房玄齡《晉書》